# 陳述經
陳述經（1896年—1978年），廣東省澄海縣人。南京國民政府參軍處少將，歷任中華民國廣東省議會副議長及第一屆國民大會廣東省代表。中國國民黨內中央俱乐部（CC）派系人物。

## 早年
生於清光緒二十二年，11歲入家鄉訓初小學、15歲肄業區立瀹智高等小學堂。1913年春，赴廣州入潮屬八邑旅省中學校。二次革命爆發後與陳希愈等在校成立三民社，從事倒袁運動，並於汕頭市成立分社和創辦《新華日報》。1916年畢業。

## 政治生涯
1920年加入中國國民黨，于汕頭市組織中華工會嶺東支會 。
1924年起任國民黨澄海縣黨部監測委員，組織孫文主義學會汕頭分會，任委員兼調查部部長。同年當選國民黨廣東省工聯會執行委員兼潮梅辦事處主任。
1927年任國民黨汕頭市黨部執行委員。
1931年當選為國民會議廣東代表。歷任陸海空軍總司令部參議，兼特別黨委員和國民政府參軍處參議。繼奉調國民黨中央黨部，派為中華海員特別黨部設計委員，兼任中華海員工會廣州分會整理委員。
抗日戰爭時期，任國民黨廣九鐵路特別黨主任委員。
1941年奉派為國民黨廣東省黨部執行委員，兼監察專員。
1945年抗戰勝利，以國民黨廣東黨部委員派駐惠州。
1948年當選廣東省議會副議長。

## 晚年
第二次國共內戰失利後隱居香港，經國民黨特務遊說後才于1951年抵達臺灣。1953年遞補為國民大會代表。1978年元月2日于臺北逝世，享年82歲。

## 在台後裔
陳述經與陳質文為兄弟,經陳述經於某年協助陳質文孫陳禮慶(陳詩群之長子)陳禮暹(次女)陳禮台(三弟)及陳詩群之妻陳沈趣音於泰國搬遷至台北市北投區,於其中陳禮慶與妻游麗華並育有二子 陳傳典(長子) 陳傳庭(次子)